# LNER J94形蒸気機関車
LNER J94形蒸気機関車（Class J94）は、ロンドン・アンド・ノース・イースタン鉄道 (LNER) が導入した蒸気機関車の形式。1946年に陸軍省の0-6-0ST機関車がLNERに売却されたものである。

## 概要
1942年にヨーロッパ侵攻の初期計画段階で、多数の幹線敷設と入れ換え用機関車を建設の必要があった。 リドルが設計作業を担当し、予想される入れ換え作業のニーズを満たすために、この「WD Austerity 0-6-0ST」設計を作成した。
時間が重要だったため、Riddlesは 、さまざまな緊縮機能を組み込んだ標準のHunslet 18inシリンダーインサイドインダストリアル0-6-0STを採用した。それらは非常に長く続くことを意図していなかったので、修正は生産時間とコストを削減することを意図していた。必要な鋼鋳物の数を減らす試みがなされた。ホイールセンターは鋳鉄、フレームは溶接鋼板。スライドバルブも鋳鉄製で、シリンダー間にバルブチェストが配置されていた。ボイラーは2つのリングで構成され、上部が丸い火室に取り付けられていた。火室は内部に銅のシェルを持ち、2つのロスポップ安全弁が取り付けられていた。大きな溶接サドルタンクが取り付けられた。一部のJ94には3トンの石炭バンカーが装備されていました。これらの拡張されたバンカーにより、全重量が49t 2cwtに増加しました。
最初の機関車は1943年1月に蒸気を発し、次の4年間で合計377が軍用に建設された。1944年に、さまざまな石炭列車を入れ換えるために、多くのものが燃料および電力省に貸与された。鉄道会社はこれらの機関車を維持する責任を与えられ、LNERは1945年1月にこれらのエンジンの25を担当するようになった。まもなく1つがLNERに貸与され、1945年11月に試運転を行った。頑丈でシンプル、そしてLNERは75両の機関車を購入し、8006-80の番号をつけ、J94に分類しました。75機のJ94で、29名はすでにイギリス軍に勤務しており、40名は新兵（通常は保管中）で、残りの6名はアンドリューバークレー＆Coによって建設中だった。軍用エンジンは緊急の修理を必要としており、保管されていた機関車はほとんど同じくらい悪いと言われていた。最も一般的な問題は、ベアリングの過熱だった。典型的な悪い例はNo. 8074（WD No. 71535）で、1946年7月にイミンガムで故障した。「軽修理」としてAndrew Barclayに返却され、1948年1月まで返却されなかった。
LNERはまた、そのニーズを満たすためにJ94を変更する必要があった。これらの変更には、新しいキャブシート、キャブサイドドア、LNER標準ランプアイアンが含まれる。これらは小屋で扱うのに十分なほど少なかった。いくつかのJ94は、1947年に石炭バンカーを延長した。はしご、階段、および後部の運転室の窓も同時に取り付けられた。ブリティッシュ・レイルウェイズは1948年から1951年の間に多くの他のJ94を改造したが、多くは変更されなかった。
注文は1946年5月に行われ、ほとんどが1946年の6月と7月にすぐに配送された。1948年に全両がイギリス国鉄の管轄下となり、60000を加え、番号は68006-80で4F形となった。
J94は当初、イミンガム（25）、ゴートン（5）、ブレイドン（11）、ダーリントン（12）、ニューポート（3）、セルビー（3）、ウェストハートルプール（5）、ヨーク（11）に割り当てられていました。スカーバラとサンダーランドへの移籍は国有化（1948）の前に起こりました。ブリティッシュ・レイルウェイズ（BR）はそれらをより広いエリアに転送し、アーズリー、ビッドストン、バーケンヘッド、バラーガーデンズ、ボストン、コルウィック、コンセット、デイリーコアツ、ゲーツヘッド、グール、ヒートン、ヘクサム、ホーンジー、キングスクロス、ラングウィズ、メクスボロー、レットフォード、ストックトン、ソーナビー、トラフォードパーク、タインドック、ウェストハウス、レクサム。
J94は、軸間距離が短く急曲線への入線が容易なことから、入換作業を中心に使用された。J94は、北ウェールズのブリンボ支店やイースト＆ウェストヨークシャーユニオンライン（E＆WYUR）などの「難しい」ブランチラインで特に有用であることが判明した。彼らのこの種の最も有名な作業は、BRのロンドン-ミッドランド地域のクロムフォードとハイピークのラインにあった。1956年に3基のJ94がラインに割り当てられた。1基のエンジンはクロムフォードを拠点としており、ハイピークジャンクションとインクラインの底部との間を移動した。他の2つはミドルトントップに拠点を置き、フリーデンとパセリヘイに働きかけた。1962年までに、さらに4つのJ94がクロムフォードとハイピークに割り当てられた。ダービーシャーのクラムフォード・アンド・ハイ・ピーク鉄道では元ノース・ロンドン鉄道の75形（国鉄2F形 0-6-0T）から入れ替えられた。
1960年から1967年に廃車となった。最後の2つのJ94は、クロムフォードおよびハイピークラインの最後のセクションが閉鎖された後、1967年に撤回されました。
J94のうち6隻は1963年から1965年の間に国家石炭委員会に売却された。2両が保存されている。

## 製造リスト
| 番号 | 番号  | 番号        | 製造者                                           | 製造年度 | 廃車年度 | 備考                                |
| LNER | BR    | WD          | 製造者                                           | 製造年度 | 廃車年度 | 備考                                |
| ---- | ----- | ----------- | ------------------------------------------------ | -------- | -------- | ----------------------------------- |
| 8006 | 68006 | 5094, 75094 | ハズウェル・クラーク                             | 1944年   | 1967年   | Used on C&HPR                       |
| 8007 | 68007 | 5097, 75097 | ハズウェル・クラーク                             | 1944年   | 1962年   |                                     |
| 8008 | 68008 | 5101, 75101 | ハンスレット                                     | 1944年   | 1963年   |                                     |
| 8009 | 68009 | 5108, 75108 | ハンスレット                                     | 1944年   | 1962年   |                                     |
| 8010 | 68010 | 5117, 75117 | ハンスレット                                     | 1944年   | 1965年   |                                     |
| 8011 | 68011 | 5119, 75119 | ハンスレット                                     | 1944年   | 1965年   |                                     |
| 8012 | 68012 | 5124, 75124 | ハンスレット                                     | 1944年   | 1967年   | Used on C&HPR                       |
| 8013 | 68013 | 5125, 75125 | ハンスレット                                     | 1944年   | 1965年   |                                     |
| 8014 | 68014 | 5134, 75134 | ハンスレット                                     | 1944年   | 1964年   |                                     |
| 8015 | 68015 | 75139       | ハンスレット                                     | 1944年   | 1963年   |                                     |
| 8016 | 68016 | 75148       | ハンスレット                                     | 1944年   | 1964年   |                                     |
| 8017 | 68017 | 75149       | ハンスレット                                     | 1944年   | 1962年   |                                     |
| 8018 | 68018 | 5150, 75150 | バグナル                                         | 1944年   | 1962年   |                                     |
| 8019 | 68019 | 5153, 75153 | バグナル                                         | 1944年   | 1964年   |                                     |
| 8020 | 68020 | 75164       | バグナル                                         | 1944年   | 1963年   | Sold to NCB                         |
| 8021 | 68021 | 5183, 75183 | ロバート・スティーブンソン・アンド・ホーソーンズ | 1944年   | 1963年   |                                     |
| 8022 | 68022 | 5184, 75184 | ロバート・スティーブンソン・アンド・ホーソーンズ | 1944年   | 1960年   |                                     |
| 8023 | 68023 | 5190, 75190 | ロバート・スティーブンソン・アンド・ホーソーンズ | 1944年   | 1965年   |                                     |
| 8024 | 68024 | 71509       | ロバート・スティーブンソン・アンド・ホーソーンズ | 1944年   | 1964年   |                                     |
| 8025 | 68025 | 71498       | ハズウェル・クラーク                             | 1944年   | 1967年   |                                     |
| 8026 | 68026 | 71506       | ハズウェル・クラーク                             | 1945年   | 1961年   |                                     |
| 8027 | 68027 | 71440       | ハンスレット                                     | 1945年   | 1960年   |                                     |
| 8028 | 68028 | 71440       | ハンスレット                                     | 1945年   | 1963年   |                                     |
| 8029 | 68029 | 71451       | ハンスレット                                     | 1945年   | 1963年   |                                     |
| 8030 | 68030 | 71440       | ハンスレット                                     | 1945年   | 1962年   |                                     |
| 8031 | 68031 | 75272       | ロバート・スティーブンソン・アンド・ホーソーンズ | 1945年   | 1963年   |                                     |
| 8032 | 68032 | 75272       | ロバート・スティーブンソン・アンド・ホーソーンズ | 1945年   | 1964年   |                                     |
| 8032 | 68032 | 75281       | ロバート・スティーブンソン・アンド・ホーソーンズ | 1945年   | 1963年   | Sold into industrial use            |
| 8047 | 68047 | 75258       | バグナル                                         | 1945年   | 1965年   |                                     |
| 8048 | 68048 | 75259       | バグナル                                         | 1945年   | 1963年   |                                     |
| 8049 | 68049 | 75260       | バグナル                                         | 1945年   | 1963年   |                                     |
| 8050 | 68050 | 75261       | バグナル                                         | 1945年   | 1965年   | Sold to NCB                         |
| 8051 | 68051 | 75263       | バグナル                                         | 1945年   | 1964年   |                                     |
| 8052 | 68052 | 75264       | バグナル                                         | 1945年   | 1962年   |                                     |
| 8053 | 68053 | 75265       | バグナル                                         | 1945年   | 1965年   |                                     |
| 8054 | 68054 | 75266       | バグナル                                         | 1945年   | 1964年   |                                     |
| 8055 | 68055 | 75267       | バグナル                                         | 1945年   | 1963年   |                                     |
| 8056 | 68056 | 75268       | バグナル                                         | 1945年   | 1963年   |                                     |
| 8057 | 68057 | 75269       | バグナル                                         | 1945年   | 1962年   |                                     |
| 8058 | 68058 | 75270       | バグナル                                         | 1945年   | 1962年   |                                     |
| 8059 | 68059 | 75271       | バグナル                                         | 1945年   | 1963年   |                                     |
| 8060 | 68060 | 71467       | ハズウェル・クラーク                             | 1945年   | 1965年   |                                     |
| 8061 | 68061 | 71468       | ハズウェル・クラーク                             | 1945年   | 1963年   |                                     |
| 8062 | 68062 | 71468       | ハズウェル・クラーク                             | 1945年   | 1965年   |                                     |
| 8063 | 68063 | 71469       | ハズウェル・クラーク                             | 1945年   | 1962年   |                                     |
| 8063 | 68063 | 71480       | ハズウェル・クラーク                             | 1945年   | 1962年   |                                     |
| 8064 | 68064 | 71471       | ハズウェル・クラーク                             | 1945年   | 1962年   |                                     |
| 8065 | 68065 | 71473       | ハズウェル・クラーク                             | 1945年   | 1962年   |                                     |
| 8066 | 68066 | 71474       | ハズウェル・クラーク                             | 1945年   | 1962年   |                                     |
| 8067 | 68067 | 71475       | ハズウェル・クラーク                             | 1945年   | 1963年   | Sold to NCB                         |
| 8068 | 68068 | 71476       | ハズウェル・クラーク                             | 1946年   | 1965年   |                                     |
| 8069 | 68069 | 71477       | ハズウェル・クラーク                             | 1946年   | 1962年   |                                     |
| 8070 | 68070 | 71486       | ロバート・スティーブンソン・アンド・ホーソーンズ | 1945年   | 1963年   | Sold for Industrial use             |
| 8071 | 68071 | 71532       | アンドリュー・バークレー・サンズ                 | 1945年   | 1963年   |                                     |
| 8072 | 68072 | 71533       | バークレー                                       | 1945年   | 1960年   |                                     |
| 8073 | 68073 | 71534       | バークレー                                       | 1945年   | 1961年   |                                     |
| 8074 | 68074 | 71535       | バークレー                                       | 1945年   | 1962年   |                                     |
| 8075 | 68075 | (71536)     | バークレー                                       | 1945年   | 1962年   |                                     |
| 8076 | 68076 | (71462)     | バークレー                                       | 1946年   | 1960年   |                                     |
| 8077 | 68077 | (71466)     | バークレー                                       | 1946年   | 1962年   | Sold to NCB; Preserved on K&WVR     |
| 8078 | 68078 | (71463)     | バークレー                                       | 1946年   | 1963年   | Sold to Derek Crouch Ltd; Preserved |
| 8079 | 68079 | (71464)     | バークレー                                       | 1946年   | 1966年   |                                     |
| 8080 | 68080 | (71465)     | バークレー                                       | 1946年   | 1961年   |                                     |

## 保存
イギリス国鉄の68077号と68078号が保存されている。また、イギリス国鉄の機関車として残っているものもある。No. 68077は、ケイリー ＆ワースバレー鉄道で運行している。68078号も保存されており、ケント＆イーストサセックス鉄道で見つけることができる 。

### LNER/BR J94
| 番号 | 番号  | 場所                                      | C状態            | データベース |
| LNER | BR    | 場所                                      | C状態            | データベース |
| ---- | ----- | ----------------------------------------- | ---------------- | ------------ |
| 8077 | 68077 | スパ・バレー鉄道                          | オーバーホール中 | [ 2 ]        |
| 8078 | 68078 | ケント機関車株式会社 - ケント州セーリング | 修理中           | [ 3 ]        |

### J94に改装されたもの
| 番号 | 番号  | 製造者         | Works No. | 日付   |
| LNER | BR    | 製造者         | Works No. | 日付   |
| ---- | ----- | -------------- | --------- | ------ |
|      | 68005 | RSH            | 7169      | 1945年 |
|      | 68006 | ハンスレット   | 3192      | 1944年 |
|      | 68009 | ハンスレット   | 3825      | 1954年 |
|      | 68012 | W・G・バグナル | 2746      | 1944年 |
|      | 68012 | ハンスレット   | 3193/3887 | 1944年 |
|      | 68030 | ハンスレット   | 3777      | 1952年 |
|      | 68072 | バルカン       | 5309      | 1945年 |
|      | 68081 | ハンスレット   | 2855      | 1943年 |

## 模型
かつてローズバッドキットマスター社は電源のないポリスチレン射出成形モデルキットを生産OOゲージを1961年春に発売した。1963年初頭、キットマスター・ブランドは、親会社のローズバッド・ドールズからエアフィックスに売却され、エアフィックスの工場に成形工具が移された。エアフィックスはJ94を含む旧キットマスターの製品の一部を再導入した。このモデルに使用された道具がチェシャーウィンズフォードダポル・モデル鉄道株式会社内の火事で焼失したため、Dapolはエアフィックスの型を取得後、最初の4000キットしか製造できなかった。しかし、Dapolは00ゲージのJ94完成品模型を製造し、完成したサンプルを受け取る前まで初期のキットマスター・モデルをカタログ・ショットや展示用に使用した。このモデルは、その後、ホーンビー鉄道に売却され、生産にされている。グラハム・ファリッシュとその後、バックマンもNゲージも完成品模型を製造した。